# 余瑲
余瑲，福建福州府罗源县人，明朝政治人物、進士出身。
洪武十七年，福建甲子乡试中舉。洪武十八年，登乙丑科會試中進士，擔任金华通判。